# ㅊ
Chieus (ký tự Hangul: ㅊ; Tên gọi Hangul: 치읓, romanized: chieut) là một nguyên âm của bảng chữ cái tiếng Hàn. Mã Unicode của ㅊ là U+314A. Theo IPA, âm này đọc là [tʃʰ] khi là phụ âm đầu và khi là phụ âm cuối sẽ đọc là [t], trừ khi theo sau là một nguyên âm.